# Estação Ferroviária de Lordelo
A Estação Ferroviária de Lordelo (nome anteriormente grafado como "Lordello"), é uma interface da Linha de Guimarães, que serve a freguesia de Lordelo, no Distrito de Braga, em Portugal.

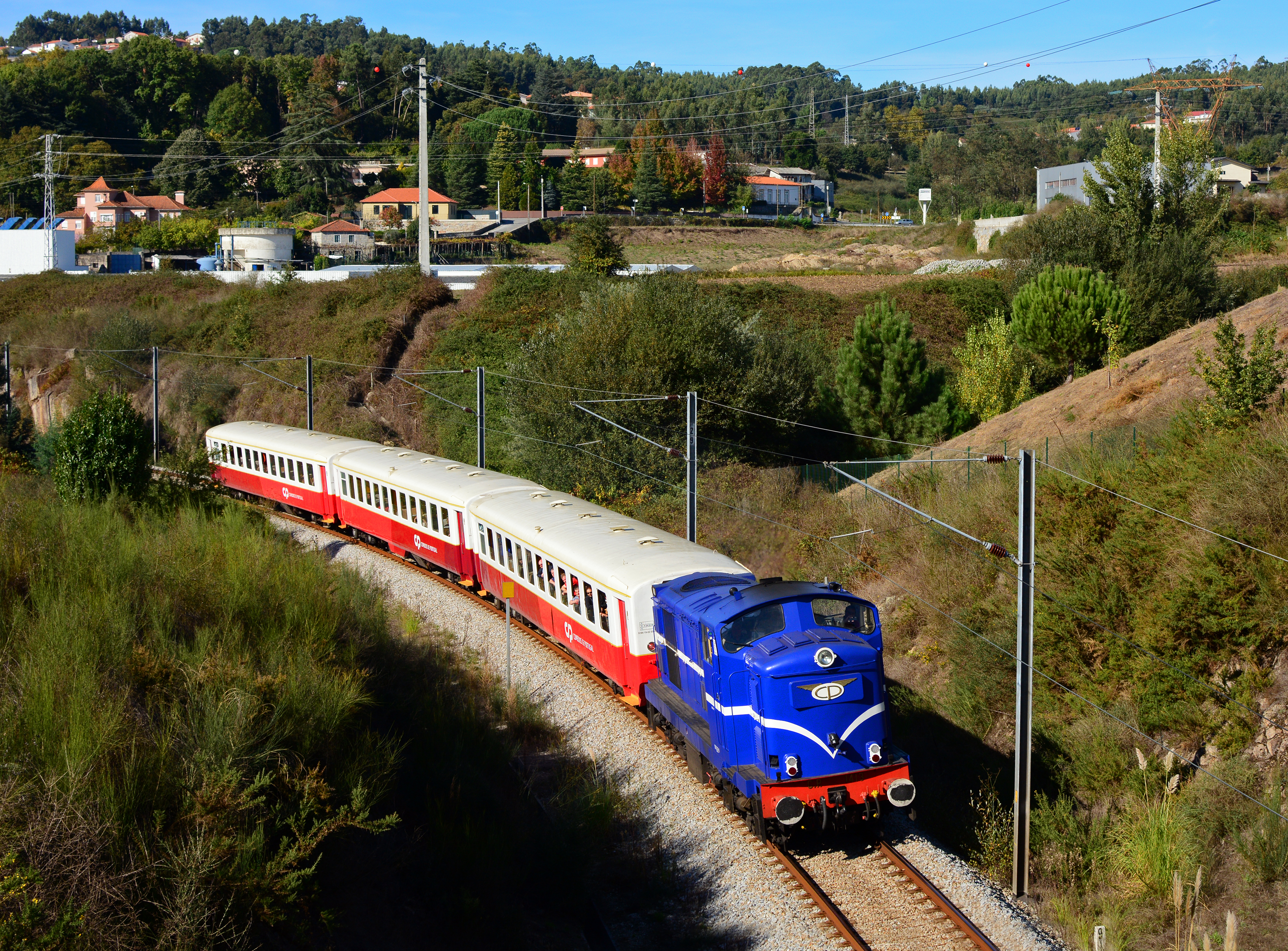
Comboio extraordinário perto da estação de Lordelo, em 2017.

## Descrição

### Localização e acessos
Encontra-se junto à localidade de Lordelo.

### Infraestrutura

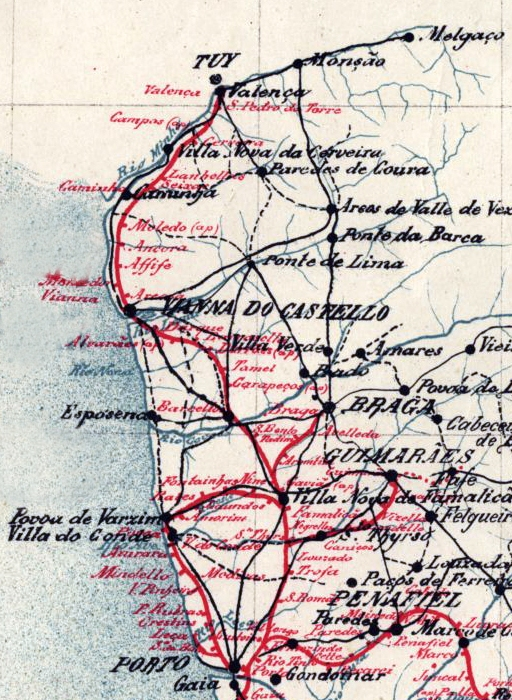
Mapa de 1895, onde esta estação aparece com o nome original, Lordello.

Em Janeiro de 2011, apresentava duas vias de circulação, com 217 e 215 m de comprimento, e duas plataformas, ambas com 150 m de extensão e 90 cm de altura.

## História
A estação situa-se no troço entre Trofa e Vizela da Linha de Guimarães, que foi inaugurado pela Companhia do Caminho de Ferro de Guimarães em 31 de Dezembro de 1883, utilizando bitola métrica.
Em 1 de Janeiro de 1947, a Linha de Guimarães passou a ser explorada pela Companhia dos Caminhos de Ferro Portugueses. No XIII Concurso das Estações Floridas, organizado em 1954 pela Companhia dos Caminhos de Ferro Portugueses e pela Repartição de Turismo do Secretariado Nacional de Informação, a estação de Lordelo foi premiada com uma menção honrosa especial.

Em 2004, foi reaberta a Linha de Guimarães entre Guimarães e Lousado, após as obras de modernização, que incluíram a instalação da tracção eléctrica, a remodelação de todas as estações, e a adaptação da via para bitola ibérica. O antigo edifício de passageiros, que se situava do lado noroeste da via (lado esquerdo do sentido ascendente, a Fafe), foi demolido e subsbstituído por novo, do outro lado da via.[carece de fontes?]